# Casacas-vermelhas

Soldado britânico com um casaco vermelho (c. 1742)

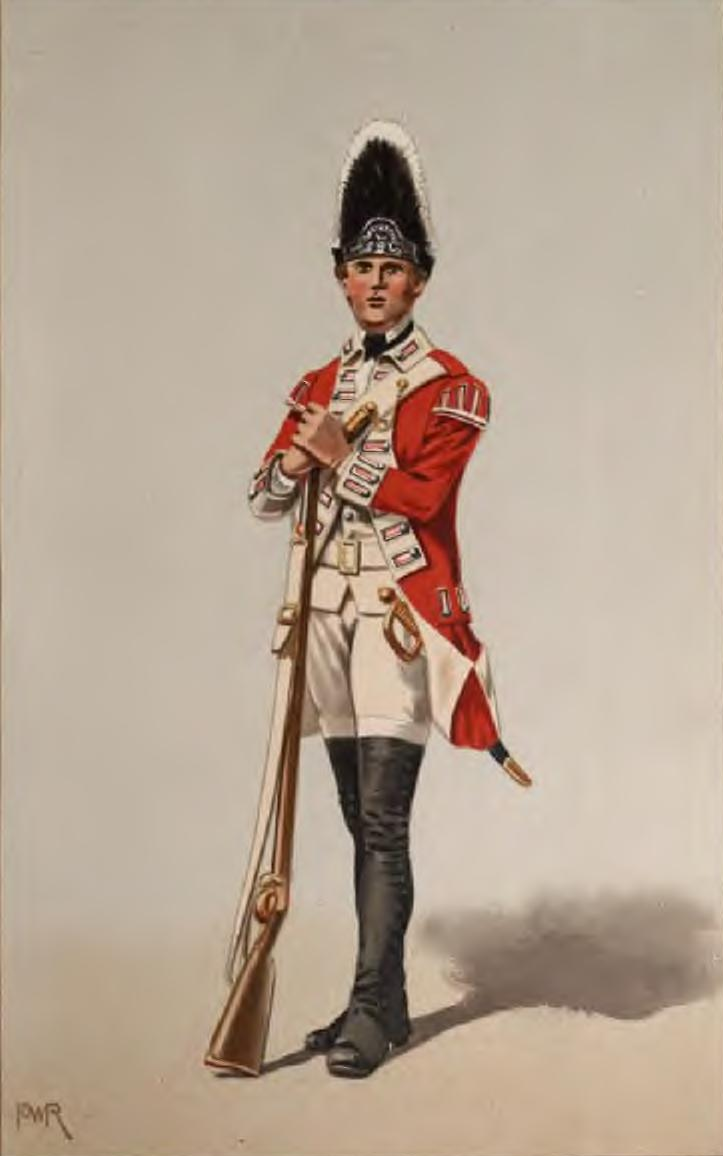
Um granadeiro do 40º Regimento.

Casacas-vermelhas (em inglês:  Red coats) eram os soldados ingleses até ao século XIX, devido ao seu uniforme, tanto cerimonial como de batalha, ser caracterizado por ter um casaco de cor vermelha. Este uniforme foi concebido para os distinguir facilmente do resto dos combatentes e assim infundir temor e cobrir o sangue das feridas, dando a entender que eram um exército quase imortal. O uniforme esteve em uso durante muito tempo pelos regimentos coloniais da Grã-Bretanha. Também era muito conhecido pela sua participação na revolução Americana.
Durante os séculos XVII e XVIII a Companhia Britânica das Índias Orientais (East India Trading Company) tinha autorização do  império para recrutar exércitos particulares, os quais usavam casacos vermelhos, e essa prática perdurou até o século XX.
A túnica escarlate continua a ser usada no século XXI, com várias forças armadas da Comunidade das Nações adotando-as como uniformes de gala. O termo "casaca vermelha" pode ter se originado no século XVI no Reino da Irlanda como um termo depreciativo para os ingleses, já que os soldados do exército de "Lord Lieutenant of Ireland" usavam casacos vermelhos, a primeira vez que soldados ingleses coletivamente usavam um uniforme vermelho.
Curiosamente, hoje em dia, os supervisores da UIPM, União Internacional de Pentatlo Moderno, são conhecidos como os casacas-vermelhas pois o seu traje típico é um casaco encarnado.